# Carolina (1934)
Carolina is een Amerikaanse filmkomedie uit 1934 onder regie van Henry King.

## Verhaal
Joanna Tate reist van haar woning in Pennsylvania naar een plantage in het Zuiden om de spullen van haar overleden vader op te halen, die er jarenlang als landbouwer heeft gewerkt. Wanneer ze daar aankomt, ontdekt Joanna dat de plantage-eigenaar Bob Connelly aan lagerwal is geraakt. Ze wordt verliefd op diens zoon Will en samen herstellen ze de boerderij in haar voormalige glorie.

## Rolverdeling
| Acteur            | Personage          |
| ----------------- | ------------------ |
| Janet Gaynor      | Joanna Tate        |
| Lionel Barrymore  | Bob Connelly       |
| Robert Young      | Will Connelly      |
| Henrietta Crosman | Ellen Connelly     |
| Richard Cromwell  | Allan              |
| Mona Barrie       | Virginia Buchanan  |
| Stepin Fetchit    | Scipio             |
| Russell Simpson   | Richards           |
| Ronnie Cosby      | Harry Tate         |
| Jackie Cosbey     | Jackie Tate        |
| Almeda Fowler     | Geraldine Connelly |
| Stephen Chase     | Jack Hampton       |